# Молодецькі часи
«Молоде́цькі часи́» (болг. Мъжки времена) — болгарсько-угорська кінострічка (драма). Режисер Едуард Захарієв.
Відзнята 1977.

## Сюжет
У минулому, коли розгортаються події кінострічки, викрадення дівчат було ремеслом, звичаєм, а відтак не каралося законом. Еліца — молода, красива та волелюбна дівчина була викрадена гірським чоловіком на ім'я Банко та його товаришами. Вона робить кілька безуспішних спроб утекти. Зрештою почала просити гордого Банко аби він узяв її за дружину, а не віддавав за парубка-тюхтія, на замовлення якого він її і викрав. Проте Банко дотримується свого чоловічого слова. Пізніше, щоправда, він розуміє: безтямно закохався в Еліцу, а відтак справи виходять з-під контролю. Наприкінці стрічки його вбивають, оскільки він відстоював своє право бути з нею.

## Творчий склад
Стрічку створено за оповіданнями «Молодецькі часи» та «Весілля» Ніколая Хайтова. Він же написав кіносценарій.
- Оператор — Радослав Спасов (операторська робота взорувалася на стиль українського кінооператора Юрія Іллєнка).
- Музика — Кирил Дончев.
- Художник — Анґел Ахрянов.

У стрічці знялися культові болгарські актори Григор Вачков та Маріана Димитрова, Павел Поппандов та Велко Кинев.

## Нагороди
- Нагорода за операторську роботу, 1977
- Велика нагорода «Золотий козеріг», Тегеран, 1977